# Cantone di Châtel-Guyon
Il Cantone di Châtel-Guyon è una divisione amministrativa dell'Arrondissement di Riom.
È stato costituito a seguito della riforma approvata con decreto del 21 febbraio 2014, che ha avuto attuazione dopo le elezioni dipartimentali del 2015.

## Composizione
Comprende i seguenti 8 comuni:
- Châteaugay
- Châtel-Guyon
- Enval
- Malauzat
- Marsat
- Ménétrol
- Mozac
- Volvic